# 南达尔帕蒂岛
南达尔帕蒂岛為孟加拉国方稱呼，印度方則稱为新摩爾島、新穆尔岛、普爾巴沙島，是孟加拉湾恆河-布拉馬普特拉河三角洲裡面的一个曾经具有領土爭議的小岛，原本長3.5公里，寬3公里。
雖然這個島並無人居住，也未有任何在島上的常駐設施，但印度及孟加拉兩國都看上了島的鄰近海域可能蘊藏有石油或天然氣，因而均宣稱擁有小島的主權。该争议于2014年7月7日得到解决，常设仲裁法院对“孟加拉国和印度之间的孟加拉湾海洋边界仲裁”案作出判决，该判决承认了印度对新摩尔岛的主权，争议双方均对此表示欢迎。
2010年初，加爾各答的海洋研究學者在仔細分析島在所在地域的多張衛星圖片後，向BBC發表新聞稿，指稱該島因為全球暖化的因素，已經被海水淹沒而消失。

## 地理
这个岛距離Hariabhanga River河口僅兩公里，於1970年波拉台风时出現，美国的卫星於1974年发现，當時估算面積約為2,500平方米。其後，在使用多種遙距測量儀器量度，顯示這個島的面積會在退潮時不斷擴大，最大面積可達一萬平方米，包括一些本來潛藏的礁石，最長時有3.5公里，最闊處有3公里，而最高點僅有兩米。